# 3-я Рыбинская улица
3-я Рыбинская улица (до 1951 — Огородная улица) — улица в районе Сокольники Восточного административного округа города Москвы. Расположена между 1-й Рыбинской улицей и улицей Лобачика.

## История
Улица существовала ещё до революции. Изначально носила название Огородная по располагавшимся на ней огородам. 9 июня 1951 года получила нынешнее название 3-я Рыбинская улица по реке Рыбинке (притоку Яузы), протекающей в коллекторе параллельно улице в 50 метров к югу..

## Примечательные здания и сооружения
По нечётной стороне:
- № 17 — клуб фабрики «Буревестник» — 1927—1929 годы, архитектор Константин Мельников, памятник архитектуры регионального значения.

По чётной стороне:
- № 18 — фабричные корпуса Макаронной фабрики Динга (отстроены в 1900-е годы, в 1920-е годы переданы обувной фабрике «Буревестник», с 1990-х годов — деловой центр «Буревестник») (архитектор Александр Калмыков)
- № 22, строение 5 — контора макаронной фабрики и особняк Иоганна Леонарда Динга (1902, архитектор — Александр Калмыков[3])
- № 28 — доходный дом Ф. М. Борисова (1910-е, архитектор В. П. Десятов)[4][5]

Также на чётной стороне расположено несколько корпусов из красного кирпича макаронной фабрики постройки начала 1900-х годов (с 1990-х годов — макаронная фабрика «Экстра М», принадлежащая итальянской фирме De Cecco, после создания дополнительных производственных мощностей за пределами Москвы ожидается продажа земельного участка под жилую застройку).

Здания и сооружения
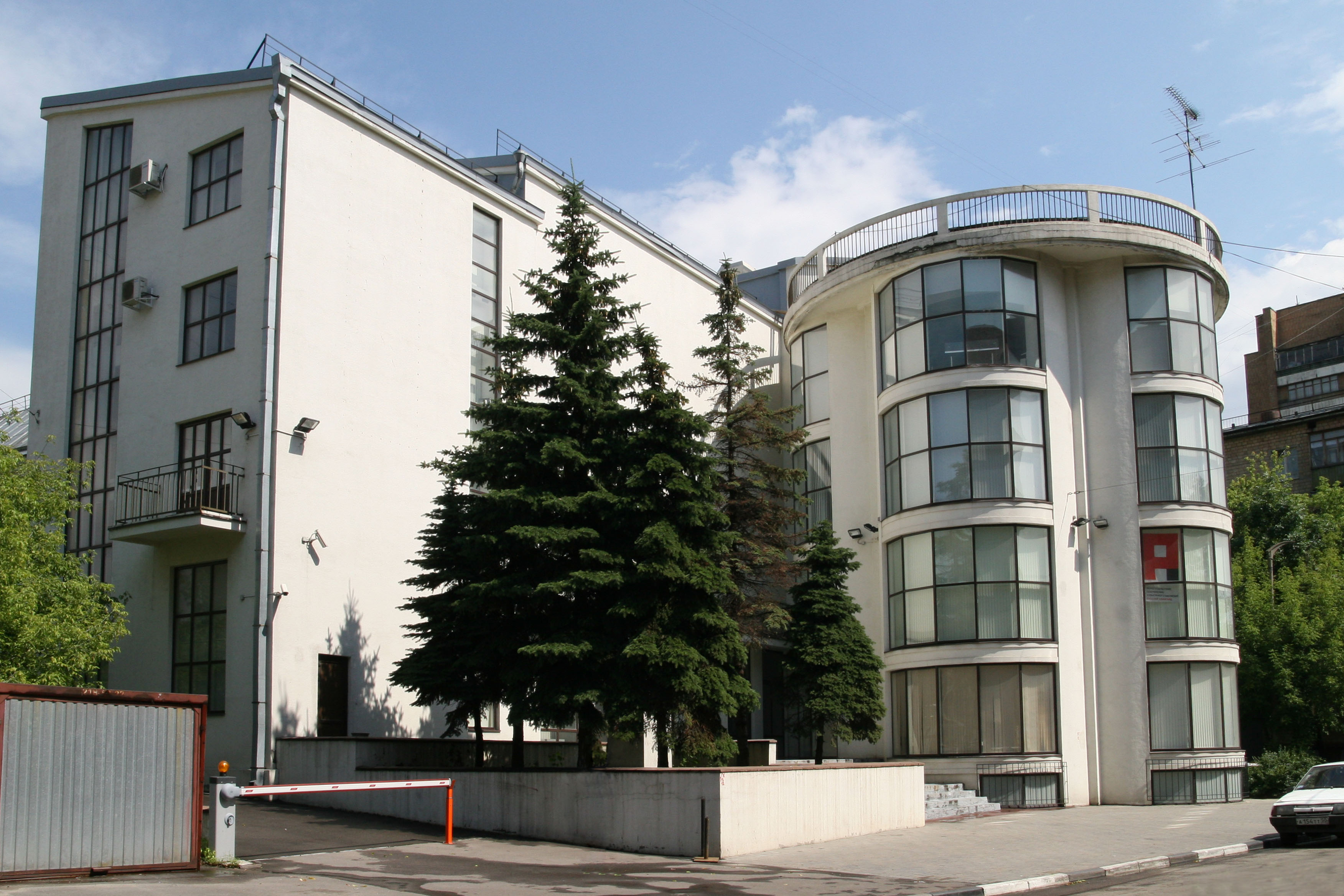
Клуб фабрики «Буревестник»
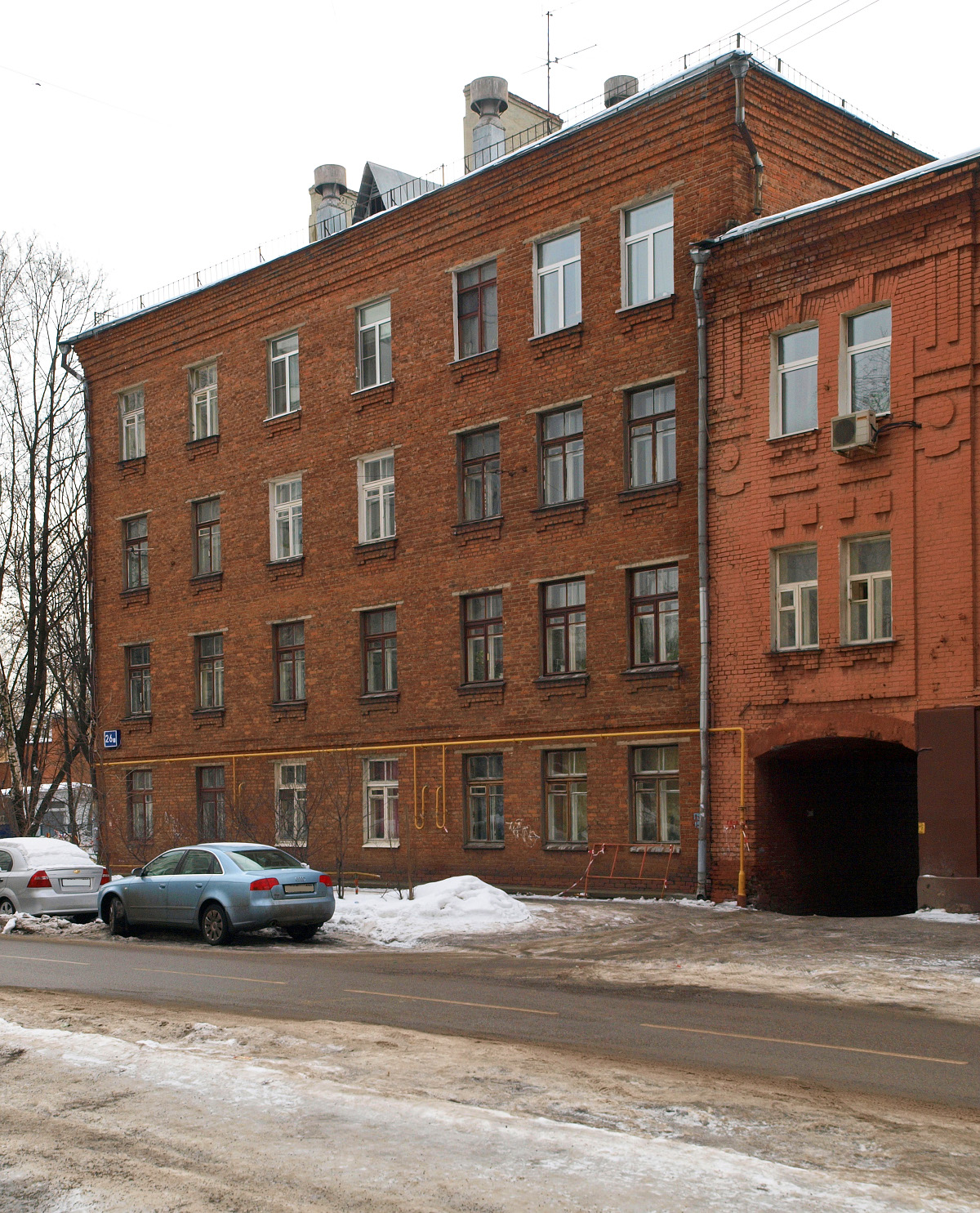
Дом 26, к. 1